# Kərrar Ələsgərli
Kərrar Heydər oğlu Ələsgərli, az. Kərrar Heydər oğlu Ələsgərli, Kerrar Gejdar ogłu Aleskerli (ur. ?, zm. 1996 w Baku) – radziecki wojskowy, zastępca dowódcy 3 Kompanii Azerbejdżańskiej Sonderverband Bergmann, dowódca jednego z batalionów Legionu Azerbejdżańskiego, a następnie adiutant szefa azerbejdżańskiego sztabu łącznikowego podczas II wojny światowej.
W latach 30. służył w Armii Czerwonej. Był młodszym oficerem. Brał udział w agresji ZSRR na Polskę 17 września 1939 r., a następnie wojnie zimowej z Finlandią 1939/1940 r. Po ataku wojsk niemieckich na ZSRR 22 czerwca 1941, dostał się do niewoli. Osadzono go w obozie jenieckim. Pod koniec 1941 r. wstąpił do nowo formowanego Sonderverband Bergmann. Objął funkcję zastępcy dowódcy 3 Kompanii Azerbejdżańskiej. Uczestniczył w walkach na Kaukazie Północnym, zostając ranny. Po wyleczeniu skierowano go na przeszkolenie do szkoły wojskowej w Dreźnie. W listopadzie 1943 r. był delegatem na Narodowym Zjeździe Azerbejdżańskim w Berlinie. Następnie na krótko objął dowództwo jednego z batalionów Legionu Azerbejdżańskiego, stacjonującego na południu okupowanej Francji. W 1944 r. odkomenderowano go do Berlina, gdzie został mianowany adiutantem szefa azerbejdżańskiego sztabu łącznikowego Abdurahmana Fatalibeja. Po zakończeniu wojny uniknął deportacji do ZSRR. Zamieszkał w Szanghaju. W latach 90. powrócił do Azerbejdżanu.